# Mistrzostwa Świata w Biegu na Orientację 2005
Mistrzostwa Świata w Biegu na Orientację 2005 – odbyły się w dniach 9–15 sierpnia 2005 roku w prefekturze Aichi (Japonia).

## Wyniki
| Długi dystnas                                                         | Długi dystnas | Długi dystnas        | Długi dystnas |
| --------------------------------------------------------------------- | ------------- | -------------------- | ------------- |
| Parametry trasy: 12,9 km, 29 punktów kontrolnych, 925 m przewyższenia |               |                      |               |
| Miejsce                                                               | Kraj          | Imię i nazwisko      | Czas          |
| 1                                                                     | Rosja         | Andrej Khramov       | 1:37:22       |
| 2                                                                     | Szwajcaria    | Marc Lauenstein      | 1:39:30       |
| 3                                                                     | Norwegia      | Holger Hott Johansen | 1:42:09       |

| Średni dystans                                                       | Średni dystans | Średni dystans    | Średni dystans |
| -------------------------------------------------------------------- | -------------- | ----------------- | -------------- |
| Parametry trasy: 4,7 km, 13 punktów kontrolnych, 300 m przewyższenia |                |                   |                |
| Miejsce                                                              | Kraj           | Imię i nazwisko   | Czas           |
| 1                                                                    | Francja        | Thierry Gueorgiou | 33:00          |
| 2                                                                    | Niemcy         | Chris Terkelsen   | 34:32          |
| 3                                                                    | Finlandia      | Jarkko Huovila    | 34:49          |

| Sprint                                                               | Sprint     | Sprint          | Sprint  |
| -------------------------------------------------------------------- | ---------- | --------------- | ------- |
| Parametry trasy: 2,4 km, 14 punktów kontrolnych, 160 m przewyższenia |            |                 |         |
| Miejsce                                                              | Kraj       | Imię i nazwisko | Czas    |
| 1                                                                    | Szwecja    | Emil Wingstedt  | 14:31.0 |
| 2                                                                    | Szwajcaria | Daniel Hubmann  | 14:41.5 |
| 3                                                                    | Finlandia  | Jani Lakanen    | 14:45.7 |

| Sztafety                                                                       | Sztafety   | Sztafety                                                | Sztafety |
| ------------------------------------------------------------------------------ | ---------- | ------------------------------------------------------- | -------- |
| Parametry tras: 6,5–6,6 km, 17–19 punktów kontrolnych, 435–470 m przewyższenia |            |                                                         |          |
| Miejsce                                                                        | Kraj       | Imię i nazwisko                                         | Czas     |
| 1                                                                              | Norwegia   | Holger Hott Johansen Øystein Kristiansen Jørgen Rostrup | 2:16:48  |
| 2                                                                              | Francja    | Franҫois Gonon Damien Renard Thierry Gueorgiou          | 2:17:16  |
| 3                                                                              | Szwajcaria | Matthias Merz Marc Lauenstein Daniel Hubmann            | 2:17:48  |

| Długi dystans                                                        | Długi dystans | Długi dystans       | Długi dystans |
| -------------------------------------------------------------------- | ------------- | ------------------- | ------------- |
| Parametry trasy: 8,8 km, 21 punktów kontrolnych, 630 m przewyższenia |               |                     |               |
| Miejsce                                                              | Kraj          | Imię i nazwisko     | Czas          |
| 1                                                                    | Szwajcaria    | Simone Niggli-Luder | 1:13:23       |
| 2                                                                    | Finlandia     | Heli Jukkola        | 1:15:35       |
| 3                                                                    | Szwajcaria    | Vroni König Salmi   | 1:17:49       |

| Średni dystans                                                       | Średni dystans | Średni dystans      | Średni dystans |
| -------------------------------------------------------------------- | -------------- | ------------------- | -------------- |
| Parametry trasy: 3,8 km, 13 punktów kontrolnych, 265 m przewyższenia |                |                     |                |
| Miejsce                                                              | Kraj           | Imię i nazwisko     | Czas           |
| 1                                                                    | Szwajcaria     | Simone Niggli-Luder | 32:46.3        |
| 2                                                                    | Szwecja        | Jenny Johansson     | 34:59.7        |
| 3                                                                    | Finlandia      | Minna Kauppi        | 35:50.0        |

| Sprint                                                               | Sprint          | Sprint                 | Sprint  |
| -------------------------------------------------------------------- | --------------- | ---------------------- | ------- |
| Parametry trasy: 2,1 km, 12 punktów kontrolnych, 130 m przewyższenia |                 |                        |         |
| Miejsce                                                              | Kraj            | Imię i nazwisko        | Czas    |
| 1                                                                    | Szwajcaria      | Simone Niggli-Luder    | 14:02.7 |
| 2                                                                    | Norwegia        | Anne Margrethe Hausken | 14:34.4 |
| 3                                                                    | Wielka Brytania | Heather Monro          | 15:01.7 |

| Sztafety                                                                       | Sztafety   | Sztafety                                                     | Sztafety |
| ------------------------------------------------------------------------------ | ---------- | ------------------------------------------------------------ | -------- |
| Parametry tras: 4,9–5,1 km, 15–17 punktów kontrolnych, 330–345 m przewyższenia |            |                                                              |          |
| Miejsce                                                                        | Kraj       | Imię i nazwisko                                              | Czas     |
| 1                                                                              | Szwajcaria | Lea Müller Vroni König Salmi Simone Niggli-Luder             | 2:07:46  |
| 2                                                                              | Norwegia   | Marianne Andersen Marianne Riddervold Anne Margrethe Hausken | 2:09:28  |
| 3                                                                              | Szwecja    | Jenny Johansson Karolina A. Höjsgaard Emma Engstrand         | 2:10:35  |

## Klasyfikacja medalowa
| Miejsce | Państwo         | Złote | Srebrne | Brązowe | Suma |
| ------- | --------------- | ----- | ------- | ------- | ---- |
| 1       | Szwajcaria      | 4     | 2       | 2       | 8    |
| 2       | Norwegia        | 1     | 2       | 1       | 4    |
| 3       | Szwecja         | 1     | 1       | 1       | 3    |
| 4       | Francja         | 1     | 1       | –       | 2    |
| 5       | Rosja           | 1     | –       | –       | 1    |
| 6       | Finlandia       | –     | 1       | 3       | 4    |
| 7       | Dania           | –     | 1       | –       | 1    |
| 8       | Wielka Brytania | –     | –       | 1       | 1    |